# Jikradia infula
Jikradia infula är en insektsart som beskrevs av Nielson 1989. Jikradia infula ingår i släktet Jikradia och familjen dvärgstritar. Inga underarter finns listade i Catalogue of Life.